# Inundación en Buenos Aires de 2013
La inundación de Buenos Aires de 2013 fue un evento meteorológico extremo que afectó al noreste de la Provincia de Buenos Aires, principalmente a la Capital Federal y el Área Metropolitana de Buenos Aires, entre los días 1 de abril y 3 de abril de 2013. Los registros de precipitaciones marcaron un récord histórico para el mes de abril, tanto en la capital argentina, con más de 155 mm acumulados durante la medianoche y las 07:00 del 2 de abril, como en la capital bonaerense, en donde cayeron 392 mm medidos en el pluviómetro de la Universidad Nacional de La Plata durante toda la jornada del 2 de abril y 196 mm durante todo el evento en el observatorio del aeropuerto local. Diez personas perdieron la vida en Capital Federal y alrededores, y 91 en La Plata y alrededores.

## Antecedentes
Fuertes lluvias en abril de 2012 provocaron la muerte de cinco personas, tres de ellos menores que vivían en la Villa 21. Posteriormente funcionarios porteños fueron denunciados por «estrago culposo seguido de muerte e incumplimiento de los deberes de funcionario público», por las consecuencias que ocasionaron las inundaciones.

## Situación meteorológica

### Situación sinóptica y condiciones del entorno

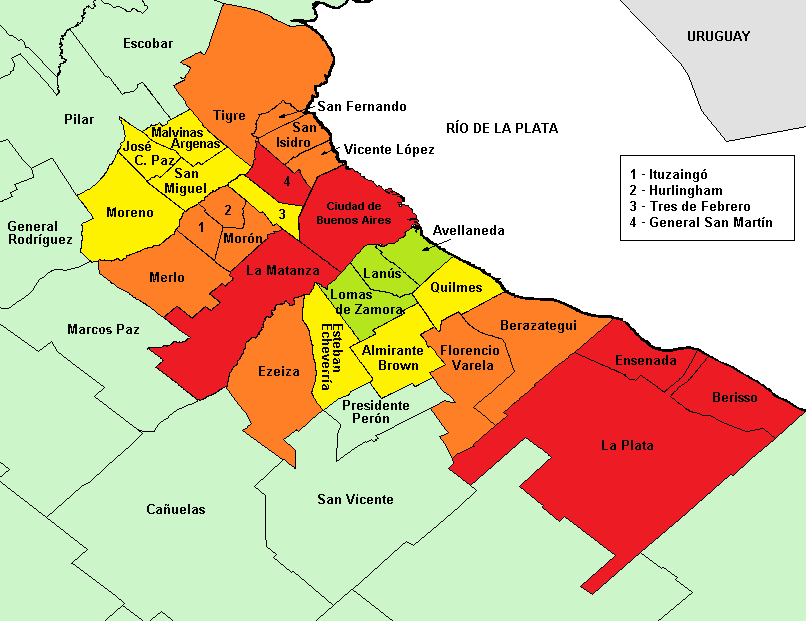
Precipitaciones acumuladas en los partidos del Gran Buenos Aires:
Más de 120 mm y víctimas fatales.
Más de 120 mm.
Más de 60 mm.
Menos de 60 mm.

El 30 de marzo se observaba un eje de valores mínimos de la presión al oeste de la costa de Chile, el que rápidamente evolucionó hacia un centro de baja presión cerrado en niveles medios de la troposfera (conocido como gota fría, DANA o baja segregada). A partir del 1 de abril este centro cerrado se fue desplazando muy lentamente de oeste a este, sobre el centro del país. Este centro de baja presión generó condiciones favorables para movimientos de ascenso generalizado en el centro-este de la Argentina, condición necesaria para la formación de nubosidad. Durante el 2 de abril el desarrollo de una incipiente onda frontal ubicada en el oeste de la provincia de Buenos Aires, en combinación con un anticiclón de 1023hPa ubicado al sudeste de Mar del Plata, generó vientos intensos y persistentes del cuadrante noreste sobre el este de la provincia. Esta condición favoreció el ingreso de aire húmedo en la región afectada por las precipitaciones intensas, que se evidenció en el sostenido aumento del contenido de vapor de agua, que alcanzó valores máximos de entre 40 y 45 mm en Ezeiza en la madrugada del 2 de abril. Los emagramas obtenidos a través de una radiosonda mostraban un perfil vertical de viento del cuadrante noreste en un espesor de aproximadamente 1500 m de altura, que durante el 1 de abril se extiende a mayor altura.[cita requerida]

### Evolución del evento en el Área Metropolitana de Buenos Aires
Sobre esta área comenzaron a registrarse fuertes precipitaciones aunque de corta duración desde la mañana del lunes 1 de abril. Todas estas tormentas mostraron un desplazamiento hacia el S y el SSE. Pero cerca de la 01:00 HOA del martes 2 se desarrolló una región de lluvias intensas sobre el norte del AMBA en cercanías del partido de Tigre. La misma avanzó hacia el sur y cerca de las 3:30 HOA comenzó a ingresar a la Ciudad Autónoma de Buenos Aires (CABA). Esta área de precipitaciones intensas se mantuvo sobre el norte y oeste de la ciudad por más de 2 horas. Todos los sistemas precipitantes se fueron desplazando hacia el sur fuera del área de CABA. La zona más afectada por las precipitaciones fue la mitad oeste de la ciudad, lo que se condice con la diferencia entre los registros pluviométricos de las estaciones meteorológicas del Observatorio Central Buenos Aires (159 mm) y del Aeroparque Jorge Newbery (40 mm), acumulados hasta las 9 HOA del martes 2 de abril. Si bien durante el resto del día 2 las áreas de tormenta se alejaron del AMBA, no se registró en la zona un cambio de la masa de aire.[cita requerida]

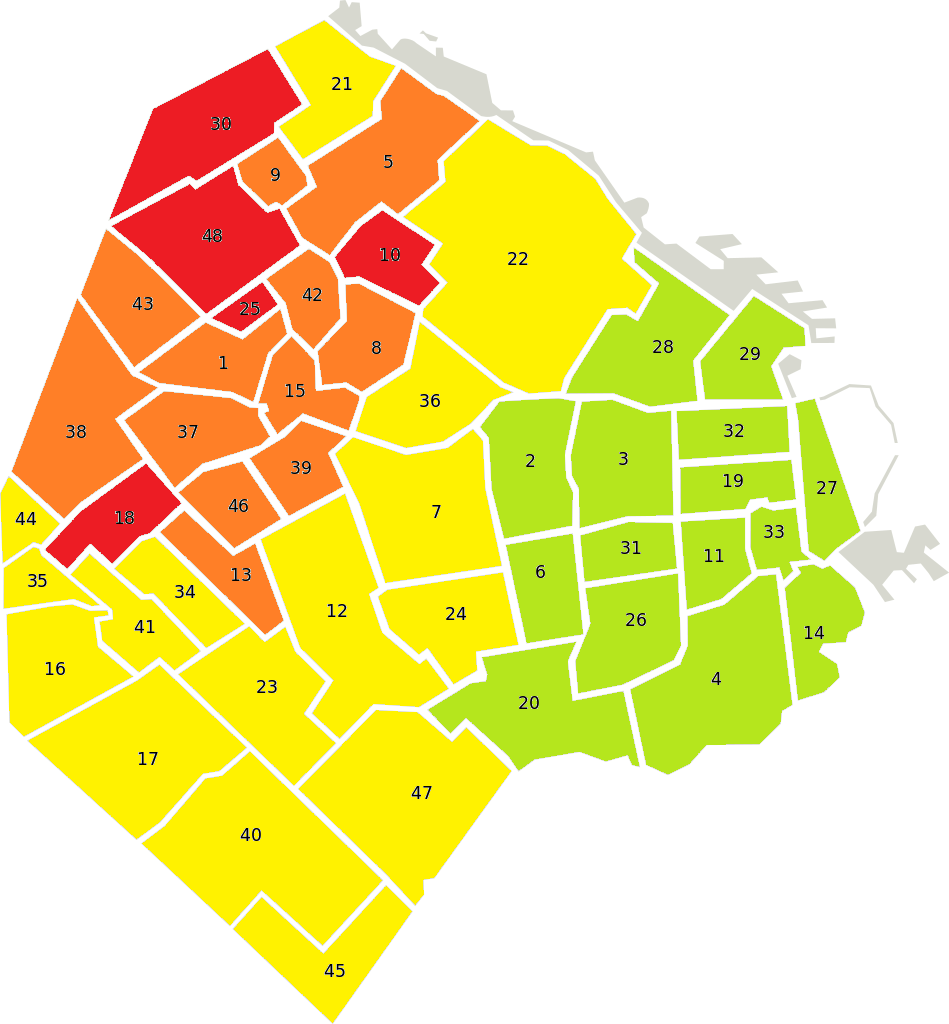
Precipitaciones acumuladas en los barrios de la Ciudad de Buenos Aires afectados:
Más de 120 mm y víctimas fatales.
Más de 120 mm.
Más de 60 mm.
Menos de 60 mm.

## Causas
Las causas principales de las inundaciones fueron la falta de obras de desagües y el desarrollo urbano e inmobiliario sin control ambiental. Como causas específicas se pueden observar:[cita requerida]
- Falta de obras hidráulicas, los canales de desagües no están al 100 % operativos y aun si lo estuvieran no serían suficientes.
- Cambio climático.
- Falta de conciencia ambiental.
- Basura y otros objetos que tapan las canaletas y desagües.
- Deforestación, y desmontes ilegales en zonas del norte del país.
- Impermeabilización del suelo debido al crecimiento de superficie de cemento.
- Falencias en los códigos de planeamiento urbano municipales no adecuadas a las condiciones climáticas.
- Desarrollo inmobiliario de las últimas décadas que no fue acompañado con las correspondientes obras pluviales y de escurrimiento.

Según el Observatorio de Derecho e Hidráulica de la UBA, «numerosos barrios de la ciudad se inundaron y sufrieron las consecuencias durante días sin atención adecuada a su emergencia. Desde las trágicas inundaciones del 2 de abril del 2013 el GCBA no ejecutó ninguna obra relevante de infraestructura hídrica». Además según los informes que GCBA envió al Juzgado de 1° Instancia en lo Contencioso Administrativo y Tributario N°10, la única obra en ejecución, no finalizada aún, para la Cuenca del Arroyo Medrano es la primera etapa del cuenco amortiguador del Parque Sarmiento.
 los legisladores Milcíades Peña y Facundo Di Filippo denunciaron penalmente presuntas coimas y asociación ilícita, a raíz del encarecimiento y del riesgo ambiental en las obras del canal aliviador del Arroyo Maldonado que lleva adelante una constructora de Angelo Caracter. La presentación judicial advierte otras irregularidades en la licitación y en la ejecución de la obra
Un informe emitido en agosto de 2012 por la Auditoría porteña indicaba que las obras para aliviar inundaciones en los barrios de Belgrano, Villa del Parque, Villa Ortúzar, Agronomía y Parque Chas estaban paralizadas desde hacía tres años, la Auditoría porteña había denunciado ejecución en las partidas de la red pluvial. La Legislatura de la ciudad de Buenos Aires aprobó en 2012, una ley que autorizaba al Poder Ejecutivo de la ciudad a emitir bonos por 250 millones de dólares para obras en el arroyo Vega. Sin embargo había decidido cancelar la licitación para las obras de control de inundaciones en el Arroyo Vega.
Dos meses después vecinos convocados de los barrios Mitre, Villa Pueyrredón, Saavedra, Villa Maipú y Núñez, protestaron sobre avenida de Mayo debido a la falta de pago de los prometidos subsidios para los inundados.
La Auditoría General de la Ciudad publicó un informe en el que señalan que tres obras destinadas a evitar inundaciones se encuentra paradas, en algunos casos hace tres años. La primera es la de los arroyos Vega y Medrano, en la zona de Belgrano que se inundó. La obra está en etapa de adjudicación desde mayo de 2009. Las obras de los arroyos Vega y Medrano (Belgrano), el Escaneo y el Ochoa (Pompeya). La segunda está en manos de la constructora del sobrino de Mauricio Macri. En la tercera, la gestión PRO le adelantó a la empresa la suma de doce millones de pesos. El dinero fue entregado hace cuatro años y finalmente, la obra no la hará esa empresa. Pero el adelanto nunca fue devuelto.
En 2012 a se votó en la Legislatura porteña un presupuesto de 11 millones de pesos para extender la red pluvial, para que no hubiera más inundaciones pero diputados opositores al gobierno de la ciudad dijeron que se ejecutó el presupuesto sólo se usó 3 millones del total y el resto habría pasado a otras áreas.
A raíz de esto fueron denunciados la Vicenta de gobierno María Eugenia Vidal; el jefe de gabinete, Horacio Rodríguez Larreta; al ministro de Seguridad, Guillermo Montenegro; y Diego Santilli,

Según el sitio oficial de Unión por Todos, ni el gobierno porteño, ni el de la provincia de Buenos Aires ni el nacional asumieron responsabilidad por lo sucedido y se culparon entre sí. Unos 350 000 ciudadanos se vieron afectados por las inundaciones. Al día siguiente, Macri suspendió sus vacaciones en Brasil y regresó a la ciudad.
La presidenta dijo en su discurso: 

La situación se vio agravada por esto que yo denomino las patéticas vulnerabilidades que no deben existir y mucho menos tratándose de autoridades con gran nivel de responsabilidad.

## Consecuencias
En Capital Federal, el servicio de energía eléctrica se vio afectado por la gran acumulación de agua de lluvia, que afectó durante varias horas al menos once barrios porteños. A su vez, los servicios de trenes y del subterráneo porteño fueron diezmados a consecuencia del temporal; la circulación de autos y colectivos también se vio afectada, con algunos anegamientos a los accesos a la Capital y barrios porteños. Se registraron demoras en la salida de los vuelos internacionales y cancelaciones. También se registraron pérdidas de bienes por parte de los vecinos debido al agua. Además, en esta ciudad fallecieron 8 personas: cuatro de ellas fueron constatadas en el barrio de Saavedra y las restantes se registraron en los barrios porteños de Colegiales, Villa Luro, Villa Ortúzar y Villa Urquiza (uno de los fallecidos era un trabajador en la estación Los Incas del Subte, que falleció electrocutado cuando se encontraba realizando tareas de mantenimiento). Además, de dos víctimas más en el Partido de General San Martín y en el Partido de La Matanza, donde cientos de personas tuvieron que ser evacuadas y se registraron varios daños materiales.
Desde la Unión Cívica Radical (UCR) pidieron que se investigue al jefe de Gobierno por abandono de personas, estrago culposo e incumplimiento de deberes de funcionario público. La denuncia fue presentada por el vicepresidente de la UCR Capital, Marcelo Montero, y Lidia Zeballos, quienes denunciaron a Macri.
Meses después de las inundaciones, de los 10 000 pedidos de subsidios, el Gobierno porteño otorgó un total de 12. Meses antes, tanto el dirigente peronista Milcíades Peña como el líder de la Coalición Cívica Facundo Di Filippo habían denunciado penalmente al Jefe de Gobierno porteño, Mauricio Macri, por coimas y asociación ilícita, a raíz del encarecimiento y del riesgo ambiental en las obras del canal aliviador del arroyo Maldonado que llevaba adelante una constructora italiana asociada a la de Angelo Calcaterra, primo hermano de Macri. Los dirigentes opositores acumularon un total de diez cargos sobre el Jefe de Gobierno. También denunciaron al ministro de Desarrollo Urbano, Daniel Chain, del apoderado del Grupo Macri, Leonardo Maffioli, y a otros trece funcionarios del Gobierno de la Ciudad.